# Hoover-De Gribaldy
Hoover-de Gribaldy, Frimatic-Wolber-De Gribaldy, Frimatic-Viva-De Gribaldy, oder Frimatic-De Gribaldy war ein französisches Radsportteam, das von 1968 bis 1971 bestand.

## Geschichte
Das Team wurde 1968 von Jean de Gribaldy gegründet. Im ersten Jahr konnte das Team Platz 3 bei Paris–Nizza, fünfte Plätze bei der Meisterschaft von Zürich und dem GP Monaco, Platz 8 bei Paris-Luxemburg und Platz 15 bei der Flandern-Rundfahrt erreichen. Neben den Siegen erwirkte das Team 1969 Platz 2 bei der Tour de l’Oise, Platz 4 beim Grote Prijs Stad Zottegem, Platz 6 beim Critérium du Dauphiné und Platz 8 bei der Tour de France. 1970 wurde neben den Siegen Platz 2 beim GP du Tournaisis. Platz 3 bei der Escalada a Montjuïc, Platz 5 bei Mont Faron und Platz 14 bei der Tour de France erlangt. 1971 wurden der zweite Platz bei Paris–Camembert, Platz 5 bei der Tour de France, Platz 6 beim GP Ouest France-Plouay, Platz 7 bei der Meisterschaft von Zürich und zehnte Plätze bei den Vier Tage von Dünkirchen und beim Grand Prix des Nations erzielt.  Nach der Saison 1971 löste sich das Team auf.
Hauptsponsor von 1968 bis 1970 war ein französischer Hersteller von Kühlgeräten und 1971 ein US-amerikanischer Hersteller von Haushaltsgeräten.

## Erfolge
1968
- eine Etappe Paris-Luxemburg

1969
- drei Etappen Tour de France
- Tour du Limousin
- GP Monaco
- eine Etappe Luxemburg-Rundfahrt
- eine Etappe Tour de l’Oise

1970
- sieben Etappen Portugal-Rundfahrt
- eine Etappe Tour de France
- eine Etappe Tour du Haut Var
- eine Etappe Setmana Catalana de Ciclisme
- eine Etappe Grand Prix Midi Libre
- Portugiesischer Meister – Einzelzeitfahren
- Portugiesischer Meister – Straßenrennen

1971
- zehn Etappen Portugal-Rundfahrt
- Portugiesischer Meister – Einzelzeitfahren
- Portugiesischer Meister – Straßenrennen
- Gesamtwertung und zwei Etappen GP de Sintra

## Grand-Tour-Platzierungen
| Grand Tour         | 1968 | 1969 | 1970 | 1971 |
| ------------------ | ---- | ---- | ---- | ---- |
| Tour de FranceTour | –    | 8    | 14   | 5    |

## Bekannte Fahrer
- Paul Köchli (1968–1969)
- Joaquim Agostinho (1969–1971)
- Mogens Frey (1970–1971)
- Mariano Martínez (1971)